# Đại Nam liệt truyện
Đại Nam liệt truyện (chữ Hán: 大南列傳) là một bộ sách lịch sử ghi chép về gia phả nhà Nguyễn, các sự tích, công trạng của các công thần, liệt nữ và danh tăng,... viết bằng chữ Hán do Quốc sử quán triều Nguyễn biên soạn. Đại Nam liệt truyện gồm 87 cuốn, 2000 trang bản thảo, chia làm hai phần chính: Tiền biên và Chính biên.
Phần Tiền biên do Trương Đăng Quế làm tổng tài, gồm 6 quyển, ghi tiểu sử của các Hậu phi, Hoàng tử, Công chúa và các bề tôi văn võ của 9 đời chúa Nguyễn từ Thái Tổ Nguyễn Hoàng đến Duệ Tông Nguyễn Phúc Thuần. Phần Chính biên bắt đầu biên soạn từ năm Tự Đức thứ 5 (1852), liên tục bổ sung chỉnh lí, nhưng phải đến đầu đời Thành Thái (1889) mới được khắc in. Đầu sách có biểu của các quan đầu Quốc sử quán là Nguyễn Trọng Hợp, Bùi Ân Niên (tức Bùi Văn Dị), Trương Quang Đản... xin vua cho lệnh khắc in.
Phần chính biên soạn xong lần này lại ghi thêm là sơ tập, chỉ ghi chép các nhân vật thuộc về hai đời Hưng Tổ (cha Gia Long) và Thế Tổ (tức Vua Gia Long), còn các nhân vật thuộc các đời từ Minh Mạng về sau sẽ chép vào nhị tập (Phần này gọi là Đại nam chính biên liệt truyện nhị tập, do Cao Xuân Dục làm tổng tài).
Chính biên sơ tập in xong năm 1889 gồm 33 quyển, chép tiểu sử các Hậu phi (quyển 1), Hoàng tử (quyển 2), Công chúa (quyển 3) của Hưng Tổ (thân sinh của Thế Tổ) và của Thế Tổ (vua Gia Long) cùng các bề tôi của Gia Long, kể cả bề tôi họ vua (quyển 4 đến 28). Phần cuối có thêm:
- Quyển 29: Hạnh nghĩa kiệt truyện (Tiểu sử một số người có đức hạnh tiết nghĩa) và Liệt nữ liệt truyện (Phụ nữ tiết liệt).
- Quyển 30: "Nguỵ" Tây liệt truyện: Tiểu sử 3 anh em họ Nguyễn Tây Sơn, địch thủ số một của nhà Nguyễn.
- Quyển 31 - 33: Liệt truyện về ngoại quốc: Cao Miên (quyển 31), Xiêm La, Thủy Xá, Hoả Xá (quyển 32), Miến Điện, Chiêm Thành, Vạn Tượng (quyển 33)."

Bộ sách đã được Viện Sử học phối hợp với Nhà xuất bản Thuận Hóa nghiên cứu biên dịch và đã sắp xếp tại làm 4 tập:
- Tập 1: Tiền biên: Từ cuốn đầu tiên cuốn 6.
- Tập 2: Chính biên (Sơ tập): Từ cuốn đầu đến cuốn 33.
- Tập 3: Chính biên (Nhị tập): Từ cuốn đầu đến cuốn 25.
- Tập 4: Chính biên (Nhị tập): Từ cuốn 26 đến cuốn 46.

## Nội dung

### Tiền biên
- Quyển 1 - Truyện các hậu phi: Triệu Tổ Tĩnh Hoàng hậu, Thái Tổ Gia Dụ Hoàng hậu, Hy Tông Hiếu Văn Hoàng hậu, Thần Tông Hiếu Chiêu Hoàng hậu, Thái Tông Hiếu Triết Hoàng hậu, Hiếu Nghĩa Hoàng hậu, Anh Tông Hiếu Nghĩa Hoàng hậu, Hiển Tông Hiếu Minh Hoàng hậu, Nguyễn Kính phi, Túc Tông Hiếu Ninh Hoàng hậu, Thế Tông Hiếu Vũ Hoàng hậu, Tuệ Tĩnh Thánh Mẫu Nguyên sư, Trần Quý nhân.
- Quyển 2:
  - Truyện các Hoàng tử:
    - Con trưởng của Triệu Tổ Hoàng Đế: Nguyễn Uông.
    - Các con của Thái Tổ Hoàng Đế: Nguyễn Hà, Nguyễn Hán, Nguyễn Phúc Thành, Nguyễn Diễn, Nguyễn Hải, Nguyễn Dương, Nguyễn Khê.
    - Các con của Hi Tông Hoàng Đế: Nguyễn Phúc Kỳ, Nguyễn Phúc An, Nguyễn Phúc Vĩnh, Nguyễn Phúc Lộc, Nguyễn Phúc Tứ, Nguyễn Phúc Thiệu, Nguyễn Phúc Vinh, Nguyễn Phúc Đôn.
    - Các con của Thần Tông Hoàng Đế: Nguyễn Phúc Vũ, Nguyễn Phúc Quỳnh.
    - Các con của Thái Tông Hoàng Đế: Nguyễn Phúc Diễn, Nguyễn Phúc Trân, Nguyễn Phúc Thuần, Nguyễn Phúc Niên, Nguyễn Phúc Nhiễu.
    - Các con của Anh Tông Hoàng Đế: Nguyễn Phúc Tuân, Nguyễn Phúc Toàn, Nguyễn Phúc Trinh, Nguyễn Phúc Quảng.
    - Các con của Hiển Tông Hoàng Đế: Nguyễn Phúc Thể, Nguyễn Phúc Long, Nguyễn Phúc Hải, Nguyễn Phúc Liêm, Nguyễn Phúc Tứ, Nguyễn Phúc Thử, Nguyễn Phúc Lân, Nguyễn Phúc Chấn, Nguyễn Phúc Điền, Nguyễn Phúc Đăng, Nguyễn Phúc Thiện, Nguyễn Phúc Khánh, Nguyễn Phúc Cảo, Nguyễn Phúc Bình, Nguyễn Phúc Tú, Nguyễn Phúc Truyền, Nguyễn Phúc Sảm, Nguyễn Phúc Quận, Nguyễn Phúc Luân, Nguyễn Phúc Bính, Nguyễn Phúc Tông, Nguyễn Phúc Nghiễm, Nguyễn Phúc Xuân, Nguyễn Phúc Phong, Nguyễn Phúc Hạo, Nguyễn Phúc Kỷ, Nguyễn Phúc Tuyền, Nguyễn Phúc Hanh, Nguyễn Phúc Lộc, Nguyễn Phúc Triêm, Nguyễn Phúc Khiêm, Nguyễn Phúc Độ, Nguyễn Phúc Tài.
    - Các con của Túc Tông Hoàng Đế: Nguyễn Phúc Du, Nguyễn Phúc Tường.
    - Các con của Thế Tông Hoàng Đế: Nguyễn Phúc Luân, Nguyễn Phúc Mão, Nguyễn Phúc Cường, Nguyễn Phúc Dục, Nguyễn Phúc Chất, Nguyễn Phúc Kính, Nguyễn Phúc Bản, Nguyễn Phúc Hạo, Nguyễn Phúc An, Nguyễn Phúc Tuấn, Nguyễn Phúc Yến, Nguyễn Phúc Đạn, Nguyễn Phúc Quyền, Nguyễn Phúc Điệu, Nguyễn Phúc Xuân, Nguyễn Phúc Thăng.
    - Phụ lục: Hoàng tôn Dương.

  - Truyện các Công chúa:
    - Con gái của Triệu Tổ Hoàng Đế: Nguyễn Thị Ngọc Bảo.
    - Các con gái của Thái Tổ Hoàng Đế: Nguyễn Thị Ngọc Tiên, Nguyễn Thị Ngọc Tú.
    - Các con gái của Hi Tông Hoàng Đế: Nguyễn Phúc Ngọc Liên, Nguyễn Phúc Ngọc Vạn, Nguyễn Phúc Ngọc Khoa, Nguyễn Phúc Ngọc Đỉnh.
    - Các con gái của Thần Tông Hoàng Đế: Hoàng nữ (khuyết danh)
    - Các con gái của Thái Tông Hoàng Đế: Nguyễn Phúc Ngọc Tào, Hoàng nữ (khuyết danh, lấy Chưởng cơ Tráng), Hoàng nữ (khuyết danh, lấy Chưởng cơ Đức).
    - Các con gái của Anh Tông Hoàng Đế: Hoàng nữ (khuyết danh, lấy Tín Quận công), Hoàng nữ (khuyết danh, lấy Tài Quận công), Nguyễn Phúc Ngọc Nhiễm, Nguyễn Phúc Ngọc Niệu.
    - Các con gái của Hiển Tông Hoàng Đế: Nguyễn Phúc Ngọc Sáng, Nguyễn Phúc Ngọc Phượng, Nguyễn Phúc Ngọc Nhật, Hoàng nữ (khuyết danh, lấy Chưởng cơ Chân).
    - Các con gái của Túc Tông Hoàng Đế: Nguyễn Phúc Ngọc Thường, Nguyễn Phúc Ngọc San, Nguyễn Phúc Ngọc Doãn,Nguyễn Phúc Ngọc Biện, Nguyễn Phúc Ngọc Uyển.
    - Các con gái của Thế Tông Hoàng Đế: Nguyễn Phúc Ngọc Tuyên, Nguyễn Phúc Ngọc Nguyện, Nguyễn Phúc Ngọc Thành, Nguyễn Phúc Ngọc Ái, Nguyễn Phúc Ngọc Nguyệt, Nguyễn Phúc Ngọc Quận, Nguyễn Phúc Ngọc Đạo, Nguyễn Phúc Ngọc Xuyến, Nguyễn Phúc Ngọc Dao, Hoàng nữ (khuyết danh, lấy Cai đội Chiểu), Nguyễn Phúc Ngọc Cơ, Hoàng nữ (khuyết danh, lấy Cai đội Tín).
    - Con gái của Duệ Tông Hoàng Đế: Nguyễn Phúc Ngọc Thục.
- Quyển 3 - Truyện các bề tôi (1): Nguyễn Ư Kỷ, Tống Phước Trị, Tống Phước Hiệp, Tống Phước Hòa, Mạc Cảnh Huống, Trần Đức Hòa, Đào Duy Từ, Bùi Tá Hán, Trà Quận công Phu nhân Trần thị, Lương Văn Chính, Nguyễn Hữu Tiến, Nguyễn Hữu Dật, Nguyễn Hữu Hào, Nguyễn Hữu Cảnh, Nguyễn Hữu Bác.
- Quyển 4 - Truyện các bề tôi (2): Nguyễn Cửu Kiều, Nguyễn Cửu Thế, Nguyễn Cửu Vân, Nguyễn Cửu Chiêm, Nguyễn Cửu Đàm, Nguyễn Cửu Pháp, Nguyễn Cửu Dật, Nguyễn Cửu Tuấn, Trương Phước Phấn, Trương Phước Hùng, Trương Phước Cương, Trương Phước Thức, Trương Phước Phan, Trương Phước Thận, Tống Hữu Đại, Nguyễn Đức Bảo, Nguyễn Hữu Doãn, Hùng Lộc, Nguyễn Dương Lâm, Tống Văn Khôi, Bùi Văn Kế, Nguyễn Hữu Danh.
  - Phụ: Phan Phước Ân, Đỗ Hữu Nghi, Vũ Văn Duy.
- Quyển 5 - Truyện các bề tôi (3): Nguyễn Đăng Đệ, Nguyễn Đăng Thịnh, Nguyễn Cư Trinh, Nguyễn Đăng Tiến, Nguyễn Đăng Cẩn, Nội tán Phạm, Vũ Phi Thừa, Nguyễn Khoa Chiêm, Nguyễn Khoa Đăng, Nguyễn Khoa Toàn, Nguyễn Khoa Kiên, Trần Đình Ân, Vũ Đình Phương, Vũ Xuân Nùng, Phạm Hữu Kính, Nguyễn Quang Tiền, Hồ Quang Đại, Lê Quang Đại, Mai Công Hương, Đặng Đại Độ, Trần Phước Thành, Lê Xuân Chính, Nguyễn Hữu Tôn, Nguyễn Thừa Tự, Nguyễn Đăng Trường, Bùi Hữu Lễ, Nguyễn Danh Khoáng, Trần Văn Thức, Đoàn Đức Hiệp, Đỗ Văn Hoảng, Lê Đa Uẩn.
- Quyển 6:
  - Truyện các bề tôi (4): Mạc Thiên Tứ, Trần Thượng Xuyên.
  - Truyện các người ẩn dật: Nguyễn Đăng Đàn, Võ Trường Toản, Đặng Đức Thuật và Lê Đạt, Nguyễn Hương, Hoàng Quang.
  - Truyện các cao tắng: Tạ Nguyên Thiều, Thạch Liêm, Viên Quang, Giác Linh, Hoàng Lung, Tống thị, Bùi Đăng Trường.
  - Phụ chép các truyện nghịch thần, gian thần: Nguyễn Thuận Hiệp, Nguyễn Thuận Trạch, Nguyễn Phúc Anh, Nguyễn Phúc Trung, Tôn Thất Huệ và Tôn Thất Thông, Trương Phước Loan

### Chính biên
- Tập 1:
  - Quyển 1 - Truyện của các Hậu phi: Hưng Tổ Hiếu Khang Hoàng hậu, Nguyễn Từ phi, Thế Tổ Thừa Thiên Cao Hoàng hậu, Thuận Thiên Cao Hoàng hậu.
  - Quyển 2 - Truyện của các Hoàng tử:
    - Các con của Hưng Tổ Hiếu Khang Hoàng Đế: Nguyễn Phúc Hạo, Nguyễn Phúc Đồng, Nguyễn Phúc Mân, Nguyễn Phúc Điển.
    - Các con của Thế Tổ Cao Hoàng Đế: Nguyễn Phúc Cảnh, Nguyễn Phúc Hy, Nguyễn Phúc Tuấn, Nguyễn Phúc Đài, Nguyễn Phúc Bính, Nguyễn Phúc Tấn, Nguyễn Phúc Phổ, Nguyễn Phúc Chẩn, Nguyễn Phúc Quân, Nguyễn Phúc Cự, Nguyễn Phúc Quang, Nguyễn Phúc Mão.

  - Quyển 3 - Truyện các Công chúa:
    - Bốn con gái của Hưng Tổ Hiếu Khang Hoàng Đế: Nguyễn Phúc Ngọc Tú, Nguyễn Phúc Ngọc Du, Nguyễn Phúc Ngọc Tuyền, Nguyễn Phúc Ngọc Uyển.
    - Các con gái của Thế Tổ Cao Hoàng Đế: Nguyễn Phúc Ngọc Châu, Nguyễn Phúc Ngọc Quỳnh, Nguyễn Phúc Ngọc Anh, Nguyễn Phúc Ngọc Trân, Nguyễn Phúc Ngọc Xuyến, Nguyễn Phúc Ngọc Ngoạn, Nguyễn Phúc Ngọc Nga, Nguyễn Phúc Ngọc Cửu, Nguyễn Phúc Ngọc Nguyệt, Nguyễn Phúc Ngọc Ngôn, Nguyễn Phúc Ngọc Khuê, Nguyễn Phúc Ngọc Cơ, Nguyễn Phúc Ngọc Thiều, Nguyễn Phúc Ngọc Lý, Nguyễn Phúc Ngọc Thành, Nguyễn Phúc Ngọc Bích, Nguyễn Phúc Ngọc Trình.

  - Quyển 4 - Truyện các quan. Mục I - Tôn Thất: Tôn Thất Huy, Tôn Thất Hội, Tôn Thất Dụ, Tôn Thất Cốc, Tôn Thất Bính, Tôn Thất Chương, Tôn Thất Dịch, Tôn Thất Hoảng, Tôn Thất Nông.
  - Quyển 5 - Truyện các quan. Mục II - Họ ngoại thích: Nguyễn Phước Trung, Tống Phước Khuông, Trần Hưng Đạt, Hồ Văn Bôi, Phạm Đăng Hưng.
  - Quyển 6 - Truyện các quan. Mục III: Võ Tánh, Ngô Tùng Chu, Chu Văn Tiếp, Vũ Di Nguy.
  - Quyển 7 - Truyện các quan. Mục IV: Nguyễn Hoàng Đức, Phạm Văn Nhân.
  - Quyển 8 - Truyện các quan. Mục V: Nguyễn Văn Trương, Nguyễn Đức Xuyên, Nguyễn Đức Nghị, Nguyễn Văn Mẫn, Đỗ Văn Hựu, Tống Phước Đạm,.
  - Quyển 9 - Truyện các quan. Mục VI: Nguyễn Thái Nguyên, Nguyễn Đô, Trần Phước Giai, Phan Thiên Phước, Ngô Hữu Hựu, Nguyễn Văn Thiệm, Nguyễn Văn Mỹ, Nguyễn Văn Hương.
  - Quyển 10 - Truyện các quan. Mục VII: Nguyễn Bảo Trí, Đặng Đức Siêu, Trần Đức Khoan, Phạm Như Đăng, Nguyễn Kỳ Kế.
  - Quyển 11 - Truyện các quan. Mục VIII: Lê Quang Định, Trịnh Hoài Đức, Ngô Nhân Tĩnh.
  - Quyển 12 - Truyện các quan. Mục IX: Phạm Ngọc Uẩn, Lê Bá Phẩm, Nguyễn Đình Đức, Nguyễn Đăng Hựu, Nguyễn Tường Vân, Nguyễn Đức Huyên, Nguyễn Tăng Địch, Nguyễn Doãn Thống, Nguyễn Công Nghị, Nguyễn Xuân Thục.
  - Quyển 13 - Truyện các quan. Mục X: Tống Phước Thiêm, Nguyễn Đình Thuyên, Vũ Doãn Triêm, Nguyễn Văn Hoằng, Nguyễn Hữu Thụy, Lê Phước Điển, Tống Viết Phước, Nguyễn Văn Khiêm, Hồ Văn Lân, Nguyễn Văn Nhàn, Trương Phước Luật, Dương Công Trừng, Nguyễn Văn Vân, Nguyễn Văn Tính, Nguyễn Văn Lợi, Nguyễn Văn Dực, Tôn Thọ Vinh, Nguyễn Văn Uy.